# Brenda Asnicar
Brenda Asnicar (n. 17 octombrie 1991, Buenos Aires, Argentina), este o solistă și actriță argentiniană. Este cunoscută în special pentru rolul pe care îl interpretează în serialul Patito Feo, rolul unei divine pe nume Antonella.
Actrița joacă și în telenovela CORAZON VALIENTE unde interpretează rolul unei fete care se pierde în junglă și trăiește singură mai mulți ani. Este în pericol de moarte din cauza unei hărți lăsate de tatăl ei pe care o vor un grup de taficanți de droguri. Ea se îndrăgostește de bodyguardul Miguel Valdez și face tot posibilul să îl țină în viață. O să aibă un copil cu el și în final o să se căsătorească și o să trăiasa fericiți. Numele ei este Fabiola Arroyo, dar înainte de a afla că a fost schimbată la naștere o chema Fabiola Ferarra.